# نيك بلوم
نيك بلوم (بالإنجليزية: Nick Bloom)‏ هو لاعب كرة قدم أسترالية أسترالي، ولد في 16 فبراير 1930، وتوفي في 7 يونيو 2011.

## وصلات خارجية
- نيك بلوم على موقع AustralianFootball.com (الإنجليزية)
- نيك بلوم على موقع AFLtables.com (الإنجليزية)